# Tai lü
Tai lü (ᦅᧄᦺᦑᦟᦹᧉ [kam˥˩ tai˥˩lɯ˩]) är ett nordvästligt taispråk som talas av omkring 670 000 personer i sydostasien, varav 250 000 i Kina, 200 000 i Myanmar, 134 000 i Thailand, 20 000 i Laos och 5 000 i Vietnam.
I Vietnam betraktas Lü-talare som en egen etnisk minoritet medan de i Kina ses som en del av daifolket. I Kina talas Tai lü främst i den autonoma prefekturen Xishuangbanna i Yunnan-provinsen, men även i Jiangcheng och Pu'er.

## Skrift
Tai lü skrivs med två olika skriftsystem. Det äldre av dem är känd som lanna eller tai tham och används även för att skriva kam mu'ang och khün. Det yngre, kallat ny tai lü, förenklad tai lü eller bara tai lü, utvecklades i Kina på 1950-talet och bygger på tai le. Införandet av den nya skriften var dock inte så framgångsrik och få kan läsa den.